# Giuseppe Campari

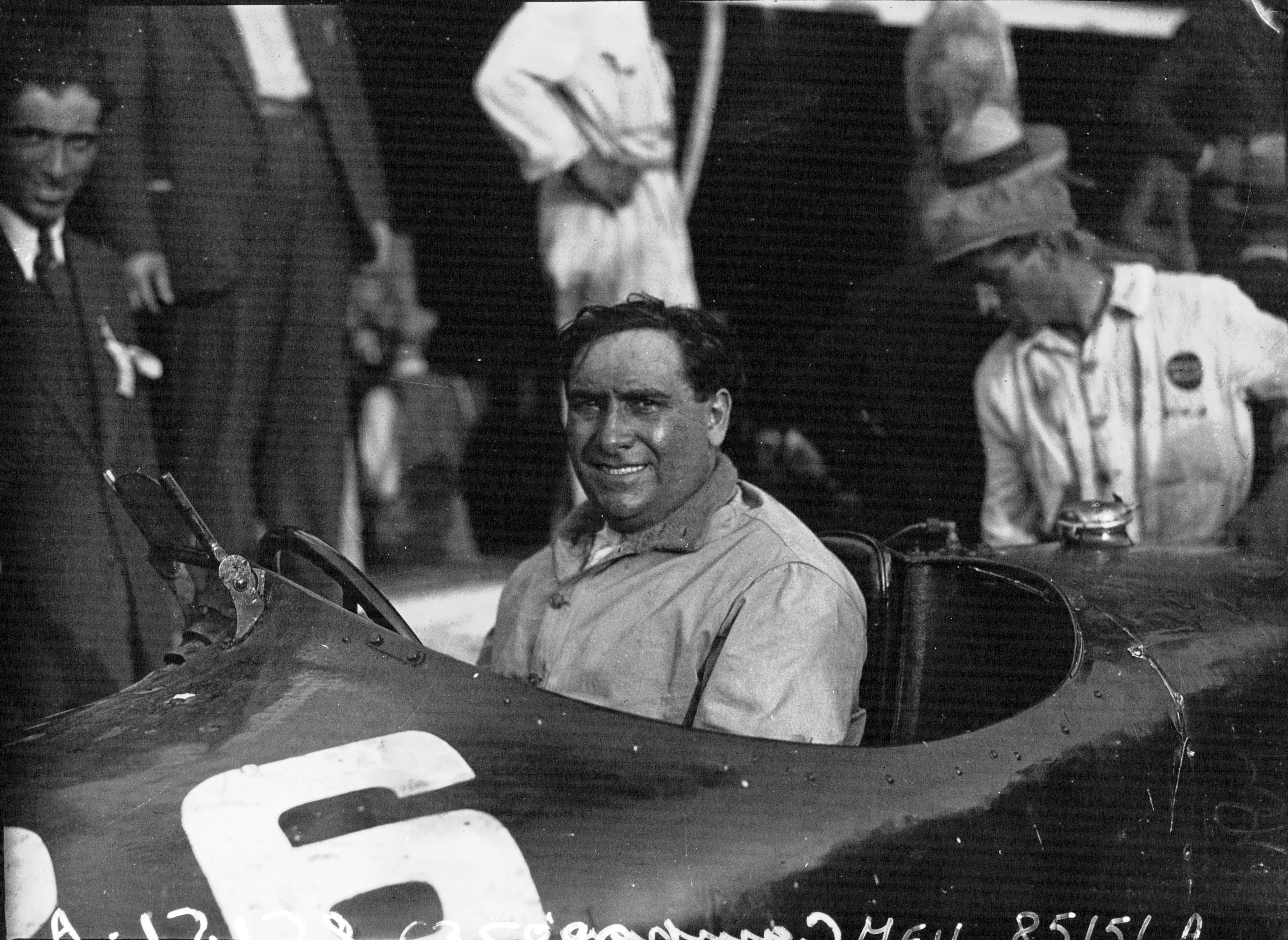
Giuseppe Campari beim Großen Preis von Italien 1931.

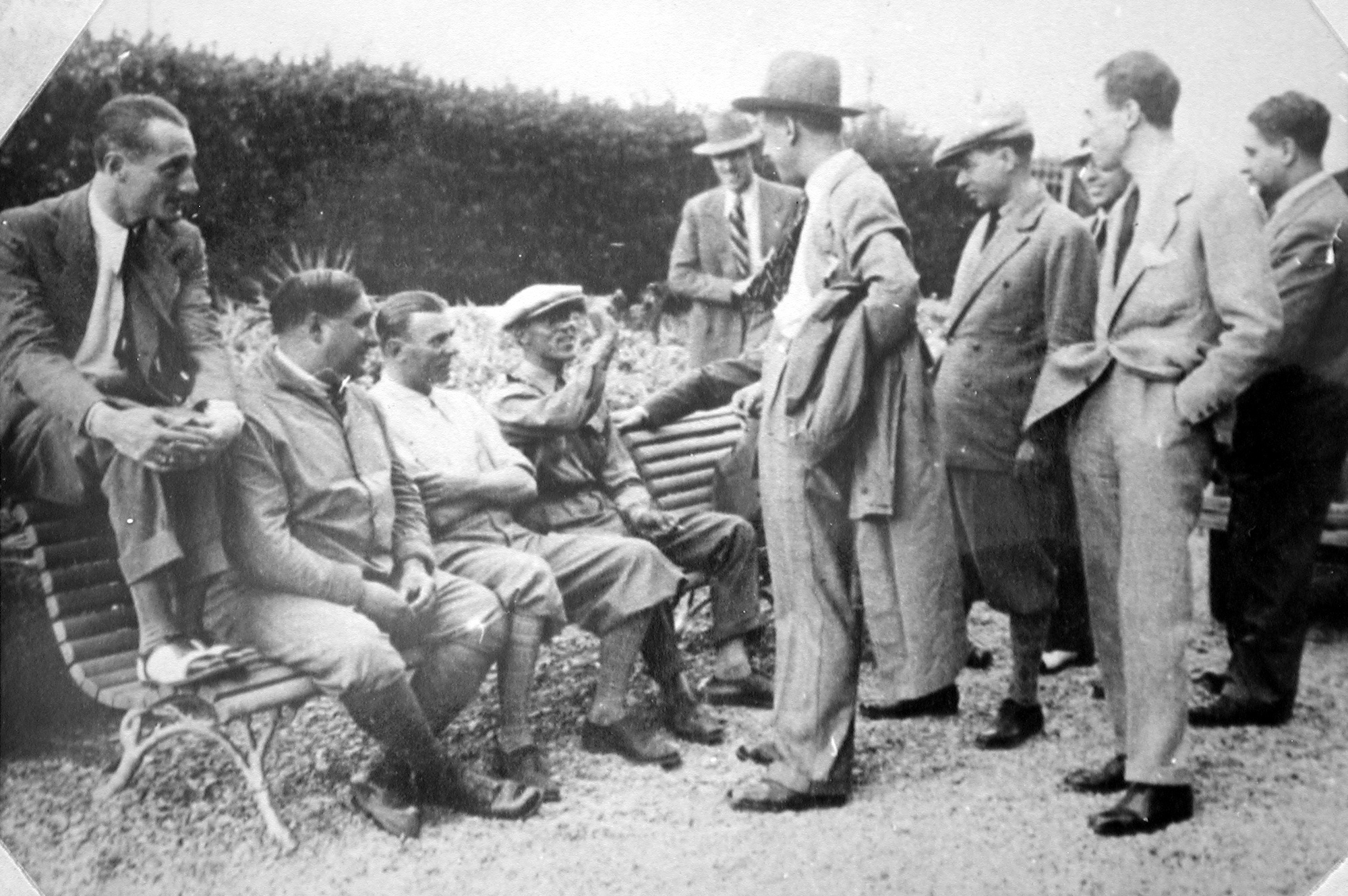
Giuseppe Campari, zweiter von Links, neben den Alfa-Romeo-Werkspiloten der 1930er Jahre Achille Varzi und Tazio Nuvolari

Giuseppe Campari (* 8. Juni 1892 in Lodi; † 10. September 1933 in Monza) war ein italienischer Automobilrennfahrer.

## Karriere
Giuseppe Campari begann als Teenager in der Automobilfabrik von Alfa Romeo zu arbeiten. In der „Sturm-und-Drang-Zeit“ des Automobilbaus stieg er rasch zum Testfahrer der Straßenfahrzeuge des Mailänder Unternehmens auf. Sein Interesse an Fahrzeugen und sein Geschick im Umgang mit den schweren Maschinen öffneten ihm die Tür zum Motorsport. Zuerst bei Bergrennen eingesetzt, schickte Alfa Romeo den erst 21-Jährigen 1914 nach Sizilien, um dort die Targa Florio zu bestreiten. Der Neuling erfüllte die in ihn gesetzten Erwartungen und erreichte den vierten Rang in der Gesamtwertung. Mit dem Ausbruch des Ersten Weltkriegs endete jedoch die junge Karriere von Campari vorerst abrupt.
Nach dem Ende des Krieges kehrte Campari zu Alfa Romeo zurück und gewann 1920 den Circuito del Mugello, allerdings auf einem Rundkurs, der mit der heutigen Rennstrecke nicht identisch ist. Diesen Erfolg konnte er 1921 wiederholen und er wurde außerdem Dritter bei der Targa Florio. Campari war neben Antonio Ascari der Spitzenpilot von Alfa Romeo und stieg 1925 zum Nummer-Eins-Fahrer im Werksteam der Mailänder auf, nachdem sein Landsmann beim französischen Grand Prix tödlich verunglückt war.
In Italien wurde Campari mit seinen Siegen bei der Coppa Acerbo und der Mille Miglia in den späten 1920er-Jahren zum Volkshelden. Die Coppa Acerbo gewann er 1927, 1928 und noch einmal 1931. Die Mille Miglia gewann er in zwei aufeinanderfolgenden Jahren, 1928 und 1929.
Zur Saison 1930 kam Tazio Nuvolari ins Team von Alfa Romeo, das nunmehr von Enzo Ferrari geführt wurde und unter der Bezeichnung Scuderia Ferrari an den Start ging. 1931 feierten die beiden Italiener auf einem 8C 2300 einen viel bejubelten Sieg beim Großen Preis von Italien in Monza und beendeten mit ihrem Triumph die Vorherrschaft von Bugatti bei diesem Rennen.
1933 wechselte Campari zu Maserati und wurde dort Teamkollege von Baconin Borzacchini und Luigi Fagioli. Im Juni gewann er für die Bologneser auf Maserati 8C-3000 den Großen Preis von Frankreich in Montlhéry. Beim Gran Premio di Monza endete am 10. September 1933 die Karriere von Campari tragisch. Er verunglückte auf einem Alfa Romeo Tipo B der Scuderia Ferrari in Führung liegend tödlich, als sein Wagen auf einem Ölfleck ins Schleudern geriet und in die Streckenbegrenzung prallte. Der ihm folgende Borzacchini konnte dem Wrack nicht mehr ausweichen und starb nach einer heftigen Kollision ebenfalls an der Unfallstelle. Beim dritten Lauf gab es erneut einen fatalen Unfall, dem der polnische Rennfahrer Stanisław Czaykowski zum Opfer fiel.
Neben dem Automobilrennsport hatte Campari zwei große Leidenschaften. Er kochte ausgezeichnet und war unter den Rennfahrern als großer Gourmet bekannt. Campari war auch ein hervorragender Sänger. Ausgestattet mit einem kräftigen Bariton machte er während seiner Motorsportkarriere eine Ausbildung zum Opernsänger.

## Statistik

### Vorkriegs-Grands-Prix-Ergebnisse
| Saison | Team                                             | Wagen                                                  | 1 | 2 | 3     | 4   | 5 | Punkte | Position |
| ------ | ------------------------------------------------ | ------------------------------------------------------ | - | - | ----- | --- | - | ------ | -------- |
| 1931   | SA Alfa Romeo / Scuderia Ferrari                 | Alfa Romeo 8C 2300 „Monza“                             |   |   |       |     |   | 9      | 2.       |
| 1931   | SA Alfa Romeo / Scuderia Ferrari                 | Alfa Romeo 8C 2300 „Monza“                             | 1 | 2 | Ret 3 |     |   | 9      | 2.       |
| 1932   | S.A. Alfa Romeo                                  | Alfa Romeo Tipo B/P3                                   |   |   |       |     |   | 20     | 9.       |
| 1932   | S.A. Alfa Romeo                                  | Alfa Romeo Tipo B/P3                                   | 4 |   |       |     |   | 20     | 9.       |
| 1933   | privat / Officine A. Maserati / Scuderia Ferrari | Maserati 8C-3000 / Maserati 8CM / Alfa Romeo Tipo B/P3 |   |   |       |     |   | —      | —        |
| 1933   | privat / Officine A. Maserati / Scuderia Ferrari | Maserati 8C-3000 / Maserati 8CM / Alfa Romeo Tipo B/P3 |   | 1 | DNA   | DNA |   | —      | —        |

| Legende  | Legende                                                                   | Legende                                                                   | Legende   |
| Farbe    | Bedeutung                                                                 | Bedeutung                                                                 | EM-Punkte |
| -------- | ------------------------------------------------------------------------- | ------------------------------------------------------------------------- | --------- |
| Gold     | Sieg                                                                      | Sieg                                                                      | 1         |
| Silber   | 2. Platz                                                                  | 2. Platz                                                                  | 2         |
| Bronze   | 3. Platz                                                                  | 3. Platz                                                                  | 3         |
| Grün     | Klassifiziert, mehr als 75% der Renndistanz zurückgelegt                  | Klassifiziert, mehr als 75% der Renndistanz zurückgelegt                  | 4         |
| Blau     | nicht punkteberechtigt, zwischen 50% und 75% der Renndistanz zurückgelegt | nicht punkteberechtigt, zwischen 50% und 75% der Renndistanz zurückgelegt | 5         |
| Violett  | nicht punkteberechtigt, zwischen 25% und 50% der Renndistanz zurückgelegt | nicht punkteberechtigt, zwischen 25% und 50% der Renndistanz zurückgelegt | 6         |
| Rot      | nicht punkteberechtigt, weniger als 25% der Renndistanz zurückgelegt      | nicht punkteberechtigt, weniger als 25% der Renndistanz zurückgelegt      | 7         |
| Farbe    | Abkürzung                                                                 | Bedeutung                                                                 | EM-Punkte |
| Schwarz  | DSQ                                                                       | disqualifiziert (disqualified)                                            | 8         |
| Weiß     | DNS                                                                       | nicht gestartet (did not start)                                           | 8         |
| Weiß     | DNA                                                                       | nicht erschienen (did not arrive)                                         | 8         |
| sonstige | P/fett                                                                    | Pole-Position                                                             | 8         |
| sonstige | SR/kursiv                                                                 | Schnellste Rennrunde                                                      | 8         |
| sonstige | DNF                                                                       | Rennen nicht beendet (did not finish)                                     | 8         |